# Wołczkowce (przystanek kolejowy)
Wołczkowce (ukr. Вовчківці) – przystanek kolejowy w miejscowości Lubkowce i w pobliżu miejscowości Wołczkowce, w rejonie kołomyjskim, w obwodzie iwanofrankiwskim, na Ukrainie. Położony jest na linii Lwów – Czerniowce.